# Roetete
Roetete ist ein osttimoresischer Ort im Suco Manapa (Verwaltungsamt Cailaco, Gemeinde Bobonaro). Er liegt im Südwesten der Aldeia Tatelori, auf einer Meereshöhe von 424 m. Eine kleine Straße verbindet den Ort mit Manapaatas im Nordwesten und Acubira, südlich in der Aldeia Lugululi.
Neben dem Sitz der Aldeia befindet sich hier eine Grundschule. 2023 hatte Roetete noch keinen Anschluss an das nationale Stromnetz.